# 普洛泽韦
普洛泽韦（法語：Plozévet）是法国菲尼斯泰尔省的一个市镇，位于该省西南部，属于坎佩尔区。该市镇总面积27.18平方公里，2009年时的人口为2988人。

## 人口
普洛泽韦人口变化图示